# Freisitz Schifferhub

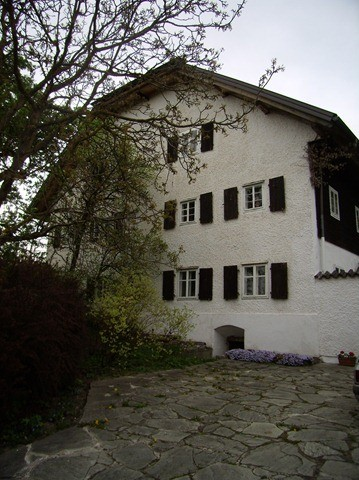
Freisitz Schifferhub, überbaut mit einer Villa

Die Reste des Freisitzes Schifferhub  (heute als Schieferhub bezeichnet) befinden sich im Weiler Schieferhub der Gemeinde Peuerbach im Bezirk Grieskirchen in Oberösterreich. Unter Einbeziehung von Mauerresten mit einem gotischen Fenstergewände wurde an dieser Stelle später eine Villa (Nußbaumerstraße 1) errichtet.

## Geschichte
Der Ansitz Schieferhub ist zwischen dem 14. und dem 16. Jahrhundert entstanden.

Spolien am Nachfolgebau des Freisitzes Schifferhub
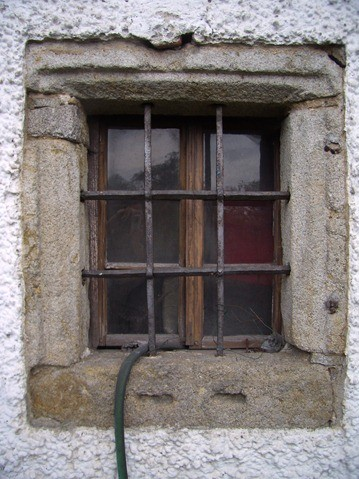
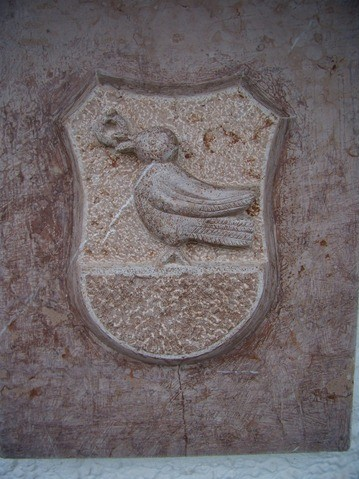

## Freisitz Schifferhub heute
Die heutige Villa ist unter Einbeziehung von Mauerresten des Freisitzes erbaut worden. Das Fenster auf der Nordseite weist noch auf das Vorgängerbauwerk hin. Das Gebäude steht im Eigentum der Familie Samhaber.